# Фонтан дракона
Фонтан Дракона — фонтан XVI століття, пам'ятка міста Клагенфурт-ам-Вертерзе — столиці Каринтії (Австрія).

## Розташування та опис
Встановлений на Новій площі (нім. Neuer Platz). Основою композиції виступає монументальна скульптура міфічного дракона зі складеними крилами. З відкритої пащі струменем тече вода. Навпроти дракона, обличчям до нього, стоїть богатир з палицею за спиною, символізуючи легенду про заснування міста Клагенфурт-ам-Вертерзе.

## Легенда
Переказ про Клагенфуртського дракона відомий у безлічі варіацій. Й. Рапольд у «Легендах Каринтії» (1887) викладає його так:
«У давні часи на землях, що простиралися від озера Вертерзе до Драви, було непрохідне болото, поросле лісом, густими чагарниками і диким мохом. Там панував туман і непроглядна темрява, й мало хто наважувався увійти в гущавину. Якщо корова забрідала в зарості, то її вже ніколи не бачили; якщо пастух вирушав її шукати — то пропадав і пастух. Жодна людина не знала, хто ховається в трясовині, лише іноді здалеку було чути жахливе виття і гарчання.
Герцог Каринтії Караста не раз посилав хоробре своє військо дізнатися, де ховається чудовисько і вбити його. Марно, страх вразив серця навіть найсміливіших воїнів. Герцог проголосив, що людина, яка переможе монстра, хоч силою, хоч хитрістю, отримає в своє володіння всю землю від Вертерзе до Драви; а якщо він кріпак, то буде йому негайно дарована свобода. Знайшлися богатирі, яких привабила щедра нагорода. Однак ніхто не наважувався битися з чудовиськом у відкритому бою, його можна було перемогти, тільки хитрістю виманивши з лігва.
На краю болота була побудована укріплена вежа, з якої можна було спостерігати за ворогом. Опудало бика було зроблено з коров'ячого жиру і шкіри, всередину були зашиті вигнуті залізні колючки. Незабаром почувся дикий рев. Поверхня болота покрилася пухирями, бризки бруду піднялися до самого неба. Огидний крилатий черв'як, покритий лускою, стрілою вилетів із трясовини. Кігтями чудовисько схопило бика і той вже зник в мерзенній його пащі. Але залізні колючки вп'ялися в м'яке піднебіння дракона. В цей час сміливці вибігли з вежі і вбили змія. Тіло його ще продовжувало звиватися і корчитися, але все вже було скінчено, країна позбулася лиха. На тому місці, де стояла вежа, був побудований замок, який через століття став містом, гостинним Клагенфуртом».
Таким чином, дракон став символом міста. З 1287 року його зображення з'явилося на гербовій печатці Клагенфурта . Дракона на тлі вежі ми бачимо й на гербі столиці Каринтії.

## Історія створення фонтану
Скульптуру дракона виліпив невідомий майстер в 1583 році. Вона вирізана з єдиного шматка хлориту, вагою в 124 центнери, який видобувається в навколишніх горах. У 1624 році зі скульптури зробили фонтан, у 1634 році він був огороджений кованими ґратами в стилі Ренесансу, а в 1636 році додалася статуя Геракла, яка уособлює богатирів, котрі перемогли дракона. Цікаво, що праобразом голови дракона послужив череп доісторичного шерстистого носорога, знайденого на околицях Клагенфурта в середині XIV століття (на даний час зберігається в музеї землі Каринтія).